# Edward van Hootegem
Eduardus Johannes Camilus (Edward) van Hootegem ('s-Hertogenbosch, 13 maart 1907 - Arnhem, 7 juni 1996). Hij was 1e luitenant der Jagers tijdens de Tweede Wereldoorlog en klom later op tot luitenant-generaal.

## Oorlogsjaren
Van Hootegem kwam terecht in Kamp Stanislau. 

### Ontsnapping
In januari 1944 kwamen de Russen te dichtbij en op 11 januari werden de krijgsgevangen officieren overgebracht naar Kamp Neubrandenburg in Duitsland. De gevangenen werden in drie groepen verdeeld, Van Hootegem zat in de tweede groep.
Na ongeveer 25 km, in de buurt van Halicz, brak Van Hootegem (toen kapitein-vlieger) de veewagon open en sprong hij uit de trein met vijf anderen: Gerrit Boxman, Jan Eggink, Harm Lieneman, Kees Harteveld en Piet de Ruijter. Boxman (1919-1945) viel op zijn hoofd en bleef achter. Ze konden hem niet meer vinden. Van Eggink (1920-1945) werd nooit meer wat gehoord. Later zou blijken dat beiden gearresteerd waren, teruggevoerd naar het kamp. Boxman werd op 2 mei 1944 in Mauthausen omgebracht, Eggink op 28 april 1945 in Neustadt. De andere vier werden door Oekraïense partizanen geholpen.

### Boedapest
Op 20 januari werd hun groep door de partizanen samengebracht  met een andere groep ontsnapten. De groep van tien bereikte op 27 januari de Hongaarse grens. Om niet op te vallen splitsten ze zich na de grens in groepjes van twee. Toch werden ze door bergpatrouilles opgevangen en naar Toronya gebracht. De volgende dag werden ze te voet overgebracht naar een strafcel in Ökörmező. Van Hootegem protesteerde aan de hand van de Conventie van Genève maar werd uitgelachen. Op 29 januari werden ze per trein via Boedapest naar een Frans interneringskamp aan het Balatonmeer gebracht. Kampcommandant was kolonel Utassi. Veel gedetineerden mochten vrij rondlopen, al moesten ze zich regelmatig melden. Van Hootegem en Hans Bentinck (1916) gingen naar Boedapest en namen contact op met de Hollandse kolonie. Van Hootegem kreeg een baantje bij Boon Chocoladefabriek, dat als dekmantel kon dienen en hem meer bewegingsvrijheid gaf. Ook ontmoette hij 2e luitenant van de Genie KNIL, Wil Pückel, die al op 29 november 1943 uit Stanislau was ontsnapt, en Gerrit van der Waals, die al in augustus was ontsnapt. Zij waren op weg naar hun eenheden in Joegoslavië.
Lolle Smit, directeur-generaal van Philips in de Balkan, bracht Van Hootegem in contact met luitenant-kolonel Charles Telfer Howie, een ondergedoken Zuid-Afrikaan die in Italië uit krijgsgevangenschap was ontsnapt. Door zijn contact met Philips had Howie radiocontact met Engeland. Hij verzocht Van Hootegem in Boedapest te blijven en de andere Nederlandse officieren te overtuigen hetzelfde te doen. Ook Pückel en Van der Waals besloten te blijven. Samen richtten ze een verzetsgroep op. Van Hootegem vond onderdak bij een Hongaars geoloog, Tibor Szalai. 

#### Duitse bezetting
In maart 1944 werd Hongarije door Hitler bezet. Admiraal Miklós Horthy mocht als staatshoofd aanblijven totdat deze op 11 oktober 1944 vrede sloot met de Sovjet-Unie. Als wraak liet Hitler Horthy's zoon gijzelen en dwong Horthy tot aftreden. De Nederlanders doken onder. Van Hootegem ging bij de familie Kloosterhuis wonen in een buitenwijk van de stad. Howie woonde bij mevrouw Harff-Koen, ook in een buitenwijk van Boeda.
Langzamerhand verzamelde Van Hootegem steeds meer industriële inlichtingen. Ook zocht hij betrouwbare contacten en hielp hij andere vluchtelingen aan onderduikadressen en valse papieren, die gemaakt werden door Pückel en Bijl de Vroe en soms door Bentinck.
Brackel en Singor werden op 28 april, samen met de Nieuw-Zeelander Roy Natusch gearresteerd. Natusch, die gezocht werd door de Gestapo, wist aan hen te ontkomen met vervalste papieren op naam van Van Hootegem. Het drietal werd overgebracht naar Neubrandenburg, van waaruit Natusch werd overgeplaatst naar een kamp voor Britse krijgsgevangenen. Zomer 1944 werd Van Hootegem ziek, zijn werk werd overgenomen door Van der Waals, die inmiddels goede contacten had met de Britse Geheime Dienst. Van der Pol verliet Boedapest, via Napels bereikte hij Londen waarna hij dienst nam bij de RAF. Howie vluchtte op 21 september met een deserterende Hongaar. Gerrit van der Waals  werd op 8 december 1944 samen met Károly Schandl door de SMERSJ en het Rode Leger gearresteerd bij  het Velencemeer en overgevlogen naar Moskou, waar hij werd vastgezet en verhoord in de Loebjanka- en Lefortovogevangenissen. Hoewel in 1946 al bekend was dat hij in Sovjet-gevangenschap zat, duurde het tot 1955 voor de Sovjets toegaven dat hij op 11 augustus 1948 sterk verzwakt in de ziekenboeg van de Boetyrka-gevangenis  was omgekomen.

#### Russische intocht
Van Hootegem woonde nog steeds bij de familie Kloosterhuis, waar Bijl de Vroe ook onderdak had gevonden. Op 27 december drongen enkele Russen de woning binnen. Ze brachten een aantal gewonden binnen en Bijl en Van Hootegem vertelden dat ze uit een Duits kamp waren ontsnapt. De Russen doorzochten de woning, dronken wat wodka en kregen wat te eten. Met Bijl en Kloosterhuis Jr en diens Hongaarse zwager bezocht hij de Russische commandant. Na verhoor werden ze vrijgelaten maar enkele uren later werden Van Hootegem de Bijl de Vroe door andere Russen weer aangehouden. Tot de val van Boedapest, vier weken later, werden ze vastgehouden in een keuken waar ook Lieneman en Harteveld bleken te zijn. Meer verhoren volgden. Er kwamen nog enkele gevangen bij en een week later werden ze lopend door de sneeuw naar Pomáz gebracht. Twee weken later werden ze weer vrijgelaten.  Te voet keerden ze naar Boedapest. Er werd nog gevochten, alleen de burcht was nog in Duitse handen. 
Van Hootegem, die Russisch sprak, meldde zich bij de Russische stasdscommandant, generaal-majoor Tsjernichof, en kreeg een militair legetimatiebewijs. Ook kreeg hij de opdracht Nederlandse en Belgische militairen met hun gezinnen, waaronder Bijl de Vroe, Harteveld, Kranenburg, Lieneman, Pückel en De Ruijter te verzamelen voor transport naar huis. Vanuit het doorgangskamp Tura, vertrok het gezelschap op 13 maart door het huidige Roemenië via Arad, Ploiești en Iași naar de Sovjet-Unie, om twee weken later in Moskou aan te komen. Via contacten met de Nederlandse ambassade werd het vervolg van reis verlegd naar Odessa, waar ze op 15 april 1945 inscheepten op de SS Nieuw Holland. Op 4 mei bereikten ze Glasgow.

### 1 Legerkorps
Van Hootegem was van februari 1964 tot 31 oktober 1967 commandant van 1 Legerkorps.

## Namen
De twaalf die op 11 januari 1944 ontsnapten, waarvan er tien Hongarije zouden bereiken en uiteindelijk in 1948 acht zouden worden onderscheiden met het Bronzen Kruis voor 'moedig optreden tegenover de vijand':
Uit het 'Cadettenkamp'
- S. (Sieb) van der Pol (1917-2000), cadet-vaandrig vlieger
- J.J. (Joop) Singor (1920-2006), cadet-vaandrig vlieger

Eerste groep uit de trein
- G.W. (Gerrit) Boxman (1919-1944), 2e luitenant KNIL, gearresteerd en op 2 mei 1944 omgebracht in Mauthausen[6] (Aktion Kugel)
- H.J. (Harm) Lieneman (1914-1983), BK, 1e luitenant infanterie KL
- C. (Kees) Harteveld (1918-2000), BK, 2e luitenant infanterie KL
- E.J.C. (Edward) van Hootegem (1907-1996), BK, 1e luitenant infanterie KL
- P.J. (Piet) de Ruijter (1918-1978), BK, 2e luitenant artillerie KL
- J.W. (Jan) Eggink (1918-1944), 2e luitenant infanterie KL, gearresteerd en op 2 mei 1944 omgebracht in Mauthausen[7]

Tweede groep uit de trein
- F.J.G. (Frans) Brackel (1914-2007), BK, 2e luitenant artillerie KL
- L.A.D. (Leen) Kranenburg (1916-1999), BK, 2e luitenant infanterie KL
- J.A. (Hans) baron Bentinck (1916-2000), BK, 2e luitenant infanterie KL
- G.C. (Geert) Bijl de Vroe (1914-1988), BK, 2e luitenant infanterie KL

## Onderscheidingen
- Commandeur[8] in de Orde van Oranje-Nassau
- Bronzen Kruis, KB no. 15, 7-2-1948[8][9]
- Oorlogsherinneringskruis met 1 gesp[8]
- Onderscheidingsteken voor Langdurige Dienst als officier XXV[8]
- Huwelijksmedaille 1937[8]
- Kruis voor betoonde marsvaardigheid[8]
- Medaille voor vaardigheidsproeven van het Nederlands Olympisch Comité[8]

## Publicaties
- 'My meeting with the Ukrainian Insurgent Army (UPA)' in  "Visti Kombatanta" (1974) No. 3-4 (71-72), pp. 23-46

waarin hij zijn tocht over de Karpaten beschrijft en de hulp die hij daarbij kreeg van het Oekraïens Opstandelingleger OePA
- 'Een hele grote omweg' in "De Schakel"

13e jaargang nr. 51 (okt. 1991), pp. 16-23
14e jaargang nr. 52 (dec. 1991/jan. 1992), pp. 25-31
15e jaargang nr. 53 (apr. 1992), pp. 15-17
Van Hootegem gebruikte voor zijn publicaties ook het pseudoniem S. Amagon: 
- 'Volkeren achter het gordijn, in 1944 en nu' in "Ons Leger", 35ste jaargang (1951)

I januari (pp. 11-16), II februari (pp. 8-11), III maart (pp. 6-10), IV april (pp. 11-14, V mei (pp. 17-21), VI juni (pp. 11-14), Slot augustus (pp. 15-20)